# 亀ヶ崎駅
亀ヶ崎駅（かめがさきえき）は、宮崎県延岡市北方町早中にあった高千穂鉄道高千穂線の駅である。2007年（平成19年）の同線部分廃線によって廃駅となった。そのアクセスの困難さから秘境駅と称される。

## 歴史
- 1957年（昭和32年）2月1日：国鉄日ノ影線の駅として開業[1]。
- 1987年（昭和62年）4月1日：国鉄分割民営化により九州旅客鉄道の駅となる[1]。
- 1989年（平成元年）4月28日：第三セクター転換により高千穂鉄道の駅となる[2]。
- 2005年（平成17年）9月6日：台風14号による被害で高千穂線が全線運休となる。
- 2007年（平成19年）9月6日：延岡 - 槇峰間廃線により廃駅。

## 駅構造
単式ホーム1面1線の地上駅である。無人駅であるが、簡素な待合室があった。

## 利用状況
2003年度の1日平均乗車人員は5人であった。

## 駅周辺
- 国道218号
- 宮崎県道237号北方高千穂線
- 五ヶ瀬川

かつては延岡市立城小学校が近隣にあったが、同校は2014年（平成26年）2月22日に閉校式典が行われた。

## 現状
ホームに待合室があったが、2021年の時点で撤去済み。線路はそのまま残っている。なお、駅へのアクセス方法は亀ヶ崎集落側からのアクセスと城小学校側からのアクセスの2つの道があるが、2021年の時点では城小学校からの方は跨線橋より先が草に覆われているためほぼ不可能である。

## 隣の駅
高千穂鉄道
■高千穂線
早日渡駅 - 亀ヶ崎駅 - 槇峰駅